# Przejście graniczne Połowce-Pieszczatka
Przejście graniczne Połowce-Pieszczatka – polsko-białoruskie drogowe przejście graniczne położone w województwie podlaskim, w powiecie hajnowskim, w gminie Czeremcha, w miejscowości Połowce. Do przejścia dochodzi polska droga krajowa nr 66.

## Opis przejścia granicznego
Przejście graniczne Połowce-Pieszczatka z miejscem odprawy po stronie polskiej powstało 6 grudnia 1993 roku, dzięki umowie między Rządem Rzeczypospolitej Polskiej a Rządem Republiki Białoruskiej. Czynne przez całą dobę. Dopuszczony jest ruch osób, środków transportowych i towarów obywateli Polski i Białorusi z wyłączeniem ruchu autobusowego bez względu na ich obywatelstwo lub przynależność państwową oraz mały ruch graniczny. Przejście graniczne obsługuje Placówka Straży Granicznej w Czeremsze. Przy przejściu po stronie białoruskiej funkcjonuje dużo sklepów i mini-barów.
W okresie istnienia Związku Radzieckiego od 24 stycznia 1986 roku zaczął funkcjonować tu polsko-radziecki Punkt Uproszczonego Przekraczania Granicy Czeremcha-Wysokoje. Przekraczanie granicy odbywało się na podstawie przepustek. Organy Wojsk Ochrony Pogranicza wykonywały odprawę graniczną i celną Graniczna Placówka Kontrolna Czeremcha.

## Wydarzenia
- 1999 – w przejściu granicznym Połowce-Pieszczatka, funkcjonariusze GPK SG w Czeremsze, zatrzymali 22 samochody. Były to przeważnie najdroższe modele znanych firm motoryzacyjnych[10].